# Curral Queimado (Petrolina)
Curral Queimado é um distrito do município brasileiro de Petrolina, na Mesorregião do São Francisco Pernambucano, no estado de Pernambuco. De acordo com o Instituto Brasileiro de Geografia e Estatística (IBGE), sua população no ano de 2010 era de 20 715 habitantes, sendo 10 680 homens e 10 035 mulheres. Foi criado pela Lei nº 10, em 06 de setembro de 1963.